# Kismet (pel·lícula de 1930)
Kismet és una pel·lícula de drama d'època estatunidenca de 1930 fotografiada íntegrament en un procés de pantalla panoràmica inicial amb una pel·lícula de 65 mm que Warner Bros. va anomenar Vitascopi. La pel·lícula, que ara es considera perduda, es basava en l'obra Kismet d'Edward Knoblock, i es va rodar anteriorment com a pel·lícula muda del 1920 que també protagonitzava Otis Skinner.

## Argument
Hajj, un captaire canalla de la perifèria de la cort de Bagdad, planeja casar la seva filla amb la reialesa i guanyar-se el cor de la mateixa reina del castell.

## Repartiment
- Otis Skinner com Hajj
- Loretta Young com Marsinah
- David Manners com califa Abdallah
- Sidney Blackmer com wazir Mansur
- Mary Duncan com Zeleekha
- Montagu Love com el carceller
- Ford Sterling com Amru
- Theodore von Eltz com Nazir
- John St. Polis com l'imam Mahmud
- Edmund Breese com Jawan
- Blanche Friderici com Narjis
- Richard Carlyle com el muetzí
- John Sheehan com Kazim
- Otto Hoffman com Azaf

## Producció
Warner Bros. no va escatimar despeses en fer aquesta pel·lícula. Van gastar 600.000 dòlars en produir-la, i tots els crítics van notar l'extravagància de la pel·lícula. Es va presentar a deu ciutats dels Estats Units en la versió Vitascopi de pantalla panoràmica (65 mm), mentre que la resta del país (que encara no disposava de cinemes capaços de reproduir pel·lícules en pantalla panoràmica) es van proveir d'impressions estàndard de 35 mm. Otis Skinner tenia 73 anys mentre que l'actriu principal Loretta Young tenia 17 anys.

## Taquilla
Segons els registres de Warner Bros., la pel·lícula va guanyar 315.000 dòlars nacionals i 147.000 dòlars estrangers.

## Estat de conservació
L'enorme quantitat de contingut anterior al codi (especialment a les seqüències de l'harem) probablement ha contribuït a l'estatus de "perduda" de la pel·lícula.
De la pel·lícula es van fer dos remakes, tots dos en color, un el 1944 i l'altre el 1955. La versió de 1955 va ser una adaptació de l' èxit musical de Broadway basat en l'obra. Algunes fonts afirmen que la pel·lícula original de 1930 presentava seqüències de Technicolor. La pel·lícula es considera perduda, mentre que la banda sonora completa de la pel·lícula sobreviu als discos Vitaphone. Una pressa descartada de la producció existeix i es pot veure.

## Versions en llengua estrangera
Es va fer una versió en llengua estrangera de la versió de 1930 de Kismet. La versió alemanya, també titulada Kismet, va ser dirigida per William Dieterle, i es va estrenar el 1931.